# Pusillimonas
Pusillimonas es un género de bacterias gramnegativas de la familia Alcaligenaceae. Fue descrito en el año 2005. Su etimología hace referencia a unidad pequeña. Son bacterias aerobias y de movilidad variable. Se encuentran en lodos y suelos. 

## Taxonomía
Actualmente existen 6 especies descritas:
- Pusillimonas caeni
- Pusillimonas harenae
- Pusillimonas minor
- Pusillimonas noertemannii
- Pusillimonas soli
- Pusillimonas thiosulfatoxidans